# Уилям Годуин
Уилям Годуин (на английски: William Godwin, [ˈwɪlyəm ˈgɒdwɪn]; 3 март 1756 — 7 април 1836) е английски журналист, политически философ и писател. Съпруг на феминистката Мери Уолстонкрафт, баща на Мери Шели.
Той е смятан за един от първите тълкуватели на утилитаризма, един от първите съвременни защитници на анархизма.

## Произведения

### Романи
- 1794 – Нещата каквито са, или приключенията на Кейлъб Уилямс (на английски: Adventures of Caleb Williams)
- 1799 – Сейнт Леон (на английски: St. Leon)
- 1805 – Флитууд (на английски: Fleetwood)

### Пиеси
- 1800 – Трагедията на Антонио (на английски: The Tragedy of Antonio)
- 1798 – Спомени за автора на (…) Правата на жените (на английски: Memoirs of the Author of the (…) Rights of Woman)
- 1803 – Животът на Чосър (на английски: Life of Chaucer)
- 1820 – Върху народонаселението (на английски: Of Population)
- 1828 – История на общественото благосъстояние (на английски: History of the Commonwealth)

### Други
- 1795 — Размисли по законопроектите на лорд Уилям Гренвил и г-н Пит
- 1793 – Относно собствеността